# Gòbid tridentat d'aletes curtes
El gòbid tridentat d'aletes curtes (Tridentiger brevispinis) és una espècie de peix de la família dels gòbids i de l'ordre dels perciformes.

## Morfologia
- Els mascles poden assolir 10 cm de longitud total.[4][5]

## Hàbitat
És un peix de clima temperat i demersal.

## Distribució geogràfica
Es troba al Japó, Corea, les Illes Kurils i Sakhalín.

## Observacions
És inofensiu per als humans.